# خمی توغ
خمی توغ (به لاتین: Kham-e Tugh) یک منطقهٔ مسکونی در افغانستان است که در ولسوالی خواهان واقع شده‌است.